# هربرت فيشر (ضابط)
هربرت فيشر (بالألمانية: Herbert Fischer)‏ (و. 1882 – 1939 م) هو ضابط ألماني، ولد في شتوتغارت، ويحمل رتبة عسكرية فريق أول، توفي عن عمر يناهز 57 عاماً.

## جوائز
حصل على جوائز منها:
- Military Merit Cross III. Class ‏
- وسام ألبرت الملكي الساكسوني [الإنجليزية]‏
- وسام فريدريش